# Архимандрит Сава (Јањић)
Сава (световно Драгутин Јањић; Дубровник, 6. децембар 1965) православни је архимандрит и игуман Манастира Високи Дечани.

## Биографија
Рођен је 1965. године у Дубровнику. Рођен је у породици оца Србина и мајке Хрватице. Још као дете са породицом се преселио у Требиње, где је провео период школовања и младости, завршио основну и средњу школу. Студирао је енглески језик на Београдском Универзитету. У манастир Црна Река дошао је 1989. године. Ту је провео неколико година. Заједно са осталим братством прешао је у манастир Дечане, са жељом да поврате духовни углед ове задужбине краља Стефана Дечанског.
Рукоположен је у чин јерођакона 4. јуна 1992. године, а 8. јануара 1993. у чин јеромонаха.
По манастирском послушању, почев од 1994. године бави се информационим технологијама. Успео је да Цркву приближи новој техници. Захваљујући њему током читаве НАТО агресије и косовске кризе свет је имао информације које се нису могле наћи на другом месту.
Након тога био је секретар владике рашко-призренског Артемија. Заједно са Момчилом Трајковићем путовао је током 1998. и 1999. године светом покушавајући светским државницима да објасни истину о стању на Косову и Метохији. Био је члан СНВ Косова и Метохије.
Године 2011. је на предлог епископа рашко-призренског Теодосија изабран за игумана манастира Високи Дечани.

## Награде
- 2020: Награда Браћа Карић